# Xuthea
Xuthea is een geslacht van kevers uit de familie bladkevers (Chrysomelidae).
De wetenschappelijke naam van het geslacht werd in 1865 gepubliceerd door Joseph Sugar Baly.

## Soorten
- Xuthea coerulea Medvedev, 1997
- Xuthea geminalis Wang, 1992
- Xuthea laticollis Chen & Wang, 1981
- Xuthea leonardii Medvedev, 1997
- Xuthea nepalensis Scherer, 1983
- Xuthea nigripes Medvedev, 2004
- Xuthea pallida Medvedev, 1997